# Beleg van Parijs (1436)
Het Beleg van Parijs vond plaats in april 1436 en was een onderdeel van de Honderdjarige Oorlog en maakte een einde aan de burgeroorlog tussen de Armagnacs en Bourguignons.

## Achtergrond
Sinds 1420 was de stad Parijs in handen van de Engelsen, gesteund door de Bourguignons. Een poging om de stad te bevrijden in 1429 was mislukt. 1435 was een sleuteljaar. De Fransen belegerden Saint-Denis, Jan van Bedford, de schoonbroer van Filips de Goede, hertog van Bourgondië stierf en de grote mogendheden zaten samen aan tafel tijdens de onderhandelingen van Atrecht. Toen de Engelsen boos de vergadering verlieten kon koning Karel VII van Frankrijk Filips van Bourgondië overhalen om van kamp te veranderen.

## Beleg
De Bourgondische troepen onder leiding van Jean de Villiers voegden zich bij de Franse troepen, die de stad hadden omsingeld. Intussen werden er geheime onderhandeling gevoerd met de leiders van de Parijse burgers. Het plan was simpel, burgers lokten een opstand uit aan de Porte Saint-Denis, zodanig dat overzijde van de stad van Engelse soldaten was ontdaan. Via de Porte Saint-Jacques konden de Franse troepen makkelijk binnendringen. De bevolking van Parijs bekogelde de Engelsen met allerlei projectielen, zodanig dat ze gedwongen werden zich terug te trekken in de Bastille Saint-Antoine. Op 17 april onder luid boegeroep kregen de Engelsen een vrijgeleide om de stad te verlaten.

## Resultaat
Parijs was terug weer in Franse handen, Karel VII deed er zijn plechtige intrede op 12 november 1437.